# 曲水镇 (江城县)
曲水镇，是中华人民共和国云南省普洱市江城哈尼族彝族自治县下辖的一个乡镇级行政单位。
2012年12月28日，云南省人民政府批复同意撤销曲水乡，设立曲水镇。

## 行政区划
曲水镇下辖以下地区：
绿满村、坝伞村、拉珠村、田心村、龙塘村、高山村和怒那村。